# Knullana perexigua
Knullana perexigua är en insektsart som beskrevs av Ball 1900. Knullana perexigua ingår i släktet Knullana och familjen dvärgstritar. Inga underarter finns listade i Catalogue of Life.